# Faster (filme)
Faster (Brasil: Rápida Vingança ) é um filme de ação estadunidense de 2010, dirigido por George Tillman, Jr. e estrelado por Dwayne "The Rock" Johnson e Billy Bob Thornton. O filme foi lançado em 24 de novembro de 2010 nos Estados Unidos, 7 de janeiro de 2011 no Brasil e 24 de fevereiro de 2011 em Portugal.

## Sinopse
The Rock é Driver Depois de cumprir 10 anos de prisão, Driver (Dwayne Johnson) só tem um objetivo: vingar a morte de seu irmão, assassinado em um assalto mal planejado. Mas tem gente disposta a atrapalhar seus planos. Um deles é um policial veterano (Billy Bob Thornton) prestes a se aposentar. O outro, é um matador de aluguel (Oliver Jackson-Cohen), viciado em adrenalina e bastante egocêntrico. Agora, é uma questão de tempo para saber que sai vivo desse jogo de caça e o caçador.

## Elenco
- Dwayne Johnson como James Cullen / Driver, um, anti-herói, que está impulsionado pelo desejo ardente de vingar o assassinato de seu irmão
- Billy Bob Thornton como detective Slade Humphries / policial
- Oliver Jackson-Cohen como assassino, un millonário que trabalha como um assassino a qual o preço é o desafio que isto representa
- Courtney Gains como Prescott Ashton / operador de telemarketing
- John Cirigliano como Kenneth Tyson / velho
- Lester Speight como Hovis Nixon / Baphomet
- Adewale Akinnuoye-Agbaje como Alexander Jarod / Evangelista
- Carla Gugino como Detective Cícero
- Maggie Grace como Lily, a noiva do assassino
- Moon Bloodgood como Marina Humphries, a noiva do polícial e uma informante confidencial dele
- Tom Berenger como Warden
- Mike Epps como Roy Grone
- Xander Berkeley como Sargento Mallory
- Matt Gerald como Gary Cullen, irmão de Driver
- Annie Corley como Sra. Cullen
- Jennifer Carpenter como Nan Porterman
- Michael Irby como Vaqueiro

## Produção
Variety informou em maio de 2009, que Dwayne Johnson estava em negociações finais para o papel e Phil Joanou seria o diretor. Em setembro daquele ano, foi relatado que Joanou saiu e George Tillman, Jr. iria dirigir. Salma Hayek foi considerada para o papel de Cícero, mas uma semana antes das filmagens começarem ela desistiu devido a "problemas de agendamento". Hayek foi substituída por Carla Gugino. A filmagem principal começou em 8 de fevereiro de 2010 em Los Angeles, Califórnia, e continuou em Pasadena e Santa Clarita, na Califórnia.

## Trilha sonora
| N.º | Título                                                        | Artista(s)                       | Duração |  |
| 1.  | "Goodbye My Friend"                                           | Guido & Maurizio De Angelis      | 4:03    |  |
| 2.  | "I Wanna Be Your Dog"                                         | Iggy Pop                         | 4:05    |  |
| 3.  | "Just Dropped In (To See What Condition My Condition Was In)" | Kenny Rogers & The First Edition | 3:19    |  |
| 4.  | "Short Change Hero"                                           | The Heavy                        | 5:21    |  |
| 5.  | "Grifos Muertos"                                              | Jeffrey Luck Lucas               | 3:00    |  |
| 6.  | "John The Revelator"                                          | Adewale Akinnuoye-Agbaje         | 0:54    |  |
| 7.  | "Ten Year Stretch"                                            | Clint Mansell                    | 1:49    |  |
| 8.  | "History Lesson"                                              | Clint Mansell                    | 3:03    |  |
| 9.  | "Predators & Prey"                                            | Clint Mansell                    | 7:01    |  |
| 10. | "Lost lives"                                                  | Clint Mansell                    | 1:53    |  |
| 11. | "Lovers"                                                      | Clint Mansell                    | 2:51    |  |
| 12. | "Hospital Visit"                                              | Clint Mansell                    | 4:34    |  |
| 13. | "The Driver Drives"                                           | Clint Mansell                    | 4:27    |  |
| 14. | "Family Matters"                                              | Clint Mansell                    | 2:36    |  |
| 15. | "On A Mission"                                                | Clint Mansell                    | 3:37    |  |
| 16. | "Redemption"                                                  | Clint Mansell                    | 1:33    |  |

## Recepção
Rotten Tomatoes relata que 44% de 81 críticos deram ao filme uma crítica positiva, com uma avaliação média de 5 em 10. Possui uma pontuação no Metacritic de 44 de 100.
Roger Ebert, do Chicago Sun-Times afirmou que "Gire a trama, alterar o período, enfeitar o diálogo, e isso poderia ter sido um duro cozido noir dos anos 1940. Mas não faz pausa para toques finos e eficiente entrega de acção para a um público que gosta de curso de refeições".

### Bilheteria
O filme arrecadou 12,200,000 milhões de dólares sobre os cinco dias de liberação de Ação de Graças. Ficou nos cinemas até 10 de fevereiro de 2011. O filme foi declinando rapidamente e, finalmente, arrecadou 35,626,958 milhões de dólares em todo o mundo.
O filme foi produzido com um orçamento de 24 milhões.

## Home media
DVD foi lançado em Região 1 nos Estados Unidos em 1º de março de 2011, e também da Região 2 no Reino Unido em 1º de agosto de 2011, foi distribuído por Sony Pictures Home Entertainment.